# Південна Голландія
Південна Голландія (нід. Zuid-Holland) — провінція на заході Нідерландів, між Північним морем і дельтою річок Маас і Рейн. Провінція дуже урбанізована і є найзаселенішою в країні — на її території розташовані деякі найбільші агломерації Нідерландів: Роттердам, Гаага, Дордрехт і Лейден.

## Найбільші міста
Міста з населенням понад 50 тисяч осіб:
| Назва міста        | Населення, осіб (2009) |
| ------------------ | ---------------------- |
| Роттердам          | 587134                 |
| Гаага              | 481864                 |
| Зутермер           | 120881                 |
| Дордрехт           | 118408                 |
| Лейден             | 116787                 |
| Вестленд           | 99436                  |
| Делфт              | 96517                  |
| Східам             | 75326                  |
| Лейдсендам-Ворбург | 72697                  |
| Спейкеніссе        | 72521                  |
| Алфен              | 72178                  |
| Гауда              | 70828                  |
| Влардінген         | 70433                  |
| Капелле            | 65273                  |
| Катвейк            | 61337                  |
| Лансінгерланд      | 51019                  |